# Ван Вей
Ван Вей (кит.: 王维, друге ім'я Мо Цзи; нар. 699 або 701, Тайюань — пом. 759 або 761, Сіань) — китайський поет, живописець, каліграф, музикант. Поряд з Лі Бо і Ду Фу є представником китайської поезії епохи Тан. Ван Вей разом з Лі Сінем, Гао Ши, Чень Сеном і Ван Чанлінем були чотирма творцями пасторальної поезії в стародавньому Китаї. Усіх разом їх називали Ван-Лі-Гао-Чень. Ван Вей був співаком природи, як і Мен Хаожань, їх загальне ім'я Ван-Мень. Крім того, вірші, написані Ван Веєм на буддійські теми вважали настільки видатними, що його також називали «Поетом Буддою».

## Життєпис

### Походження
Прийнято вважати, що Ван Вей народився в 701 році і помер в 761 році. За іншими, менш достовірними даними він народився в 699 році і помер у 759 році.
Ван Вей належав до старовинного і впливового роду, представники якого були чиновниками.
Місцем народження поета середньовічні хроніки називають містечко Ци (нинішній повіт Цісянь в провінції Шаньсі на північному заході Центрального Китаю). Мати Ван Вея, що належала також до «ученого стану» — основного прошарку чиновництва, — була переконаною буддисткою, ученицею чанського наставника Пуцзі. Тому цілком ймовірно, що дитячі роки поета пройшли в буддійському монастирі.

### Початок кар'єри

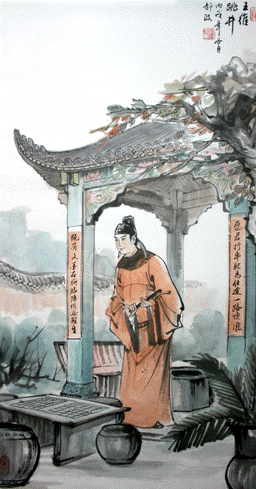
Ван Вей (Китайська мініатюра)

У 717 році Ван Вей блискуче пройшов попередню екзаменаційну перевірку і став кандидатом на вчений ступінь і державну посаду від столичного округу. Переїзд до столиці — м. Чан'ань (сучасна Сіань) — приніс нові знайомства; до того часу відносяться перші поетичні спроби Ван Вея. Деякі його вірші, такі як наслідування поемі Тао Юаньмін «Персикове джерело», написані в шістнадцятирічному віці, отримали широку популярність. Став знаменитим і чотиривірш «У дев'ятий день дев'ятого місяця згадую про братів, що залишилися на схід від гори». Поетичний талант Ван Вея відкрив йому двері будинків цінителів мистецтва, серед яких було чимало знатних вельмож і навіть принців. Мабуть, цьому сприяла також приналежність Ван Вея до знаменитого і впливового сімейному клану. У 721 році він здає державні іспити і отримує вищий вчений ступінь цзиньші. Перед ним відкривається блискуча кар'єра, йому покровительствує принц Лі Фань, його високо цінують не тільки як поета, але і як художника і музиканта. Можливо, саме музичні таланти Ван Вея були причиною того, що незабаром після іспитів він отримав посаду чиновника при імператорському дворі і храмі предків, який відповідав за виконання ритуальної музики.
За вдалим початком кар'єри зненацька почалась опала і посилання. Він був знижений до посади скарбника, після того, як його танцюристи виконали танець Золотого лева в одному будинку (танець Золотого лева був призначений тільки для імператорських очей), але не виключено, що це був лише привід для висилки поета, тісно пов'язаного з принцами, інтриг яких побоювався імператор Сюань — цзун. Так чи інакше, Ван Вей, призначений дрібним чиновником в провінційне приморське район Цзічжоу (сучасна провінція Шаньдун Східному Китаї), покинув столицю і провів у вигнанні кілька років. Саме в цей час складається той стриманий, лаконічний і строгий стиль його віршів, завдяки якому кілька століть по тому його назвуть одним з «трьох великих танських поетів» — поряд з Лі Бо і Ду Фу. Ця поїздка знайшла своє відображення в циклі його «прикордонних» віршів.
З Цзічжоу Ван Вей повернувся десь в середині або кінці 720-х років. Про цей період його життя відомо дуже мало. Деякі вчені вважають, що саме тоді він купив садибу на річці Ванчуань поблизу столиці, яка раніше належала відомому поету VII століття Сун Чжівеню. У ванчуаньському будинку збиралися поети, близькі друзі Ван Вея, серед них — Пей Ді, Хуанфу Жань, Чу Гуансі, Інь Яо. В цей «поетичний гурток» входили також молодший брат Ван Вея Ван Цзінь і двоюрідний брат Цуй Сінцзун. Сюди приходили і гостювали подовгу монахи і гірські відлюдники. Тут читалися вірші і буддійські сутри, велися розмови про чань і буддизм, даоські школи і конфуціанське вчення. В цей час, як підсумок дружнього змагання з Пей Ді, народився прославлений поетичний цикл Ван Вея «Ріка Ванчуань», який повною мірою висловив глибину і тонкощі чаньського світосприйняття поета.
У 734 році головним міністром імператора Сюань — цзуна стає Чжан Цзюлін, видатний політик, поет і вчений. За його рекомендацією Ван Вей отримує високі державні посади — спочатку головного радника, а потім імператорського цензора. Віра в конфуціанський ідеал благородного і освіченого правителя, прагнення бути корисним вітчизні багато значили в житті Ван Вея, як і інших китайських поетів. Призначення Чжан Цзюліна, що залучав до державних справ талановитих і безкорисливих людей, давало надію на вирішення безлічі проблем політичного, суспільного і духовного життя країни — від хабарництва, що процвітало серед чиновників, до положення окремих монастирів і буддійської релігії в цілому. Але в 737 році відсторонений від посади Чжан Цзюлін вирушає на заслання, а через кілька місяців і Ван Вей змушений покинути Чань'ань. У наступні роки він багато їздить по країні, отримуючи одне призначення за іншим і лише зрідка повертаючись до столиці.

### Формування як поета

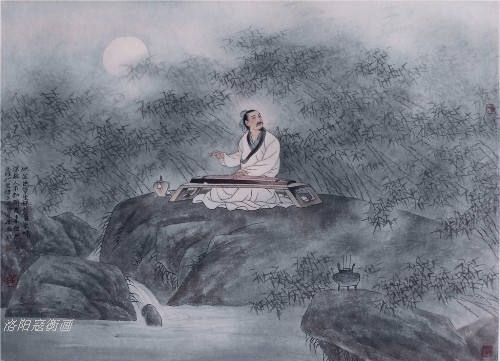
Ван Вей за роботою

Після смерті дружини в 734 році (історичні джерела майже нічого не повідомляють про неї) Ван Вей залишається один, відмовившись від думки знову одружитися. Дітей, мабуть, у нього не було; брат і сестра, про яких він дбав в свої молоді роки, давно виросли. Тема самотності звучить у багатьох його віршах. Розчарування в державній діяльності не могли не позначитися на самовідчутті поета. Основну цінність у житті складають тепер близькі друзі — поети, відлюдники, чаньські вчителі і наставники — і саме вчення чань, що дає внутрішню свободу і рівновагу, що приносить просвітлення. Близько 734 року Ван Вей знайомиться з Мен Хао-жанем (689—740), великим і своєрідним поетом, вірші якого пройняті чанським спогляданням і відчуженість від мирської суєти. Знайомство переросло в щиру дружбу, засновану не тільки на глибокій взаємній симпатії, а й на схожості творчих принципів і устремлінь. Не викликає сумнівів вплив простого і невигадливого стилю поезії Мен Хао-жаня на творчість Ван Вея, але важко сказати хто з них вплинув на іншого більшою мірою. У всякому разі, у Мен Хао жаня є вірші, теми та стиль яких явно запозичені у Ван Вея. В цей час Ван Вей вже широко відомий не тільки як поет, а й як видатний художник, засновник так званої «південної школи» в живописі, пов'язаної з філософією та естетичними принципами чань. Вірші його читають по всій країні; деякі з них покладені на музику і стали піснями. Це був найкращий період його життя, наповнений творчістю, пошуками духовної краси та істини.

### Роки поневірянь
У 745 році, після трирічного жалоби за померлою матір'ю, Ван Вей повертається в столицю і вступає на посаду спочатку старшого секретаря цивільної палати, а потім секретаря імператорського двору. Хоча ці посади і не відповідали його віку і положенню (ймовірно, в ньому як і раніше бачили прихильника опального міністра Чжана), вони давали можливість жити в столиці та залишали досить часу для творчості і особистих справ. Може бути, саме в цей час Ван Вей приймає у себе знаменитих чанських наставників і ченців, бере участь в релігійно-філософських диспутах, домагається вирішення конкретних проблем, пов'язаних з монастирської власністю (зокрема, жертвує буддійському храму свій маєток в повіті Ланьтянь). Характерно, що попри свою прихильність до буддизму, він вважає, що ніяке вчення не може претендувати на абсолютну істину.
|  | За благі діяння присвячують храми буддистам, а за гуманність сміються над Кунц (Конфуцієм) |

— говорить він в одному з віршів, засуджуючи невігластво ченців і їх нехтування стародавньою традицією. В написаних ним буддійських гімнах і коментарях до священних текстів він наполегливо проводить думку про споконвічну єдність буддизму та старих китайських вчень — даосизму і конфуціанства.

Ван Вей. Китайська мініатюра

Цей відносно благополучний період у житті Ван Вея закінчився в 755 році, коли воєначальник Ань Лушань здійняв заколот, намагаючись захопити імператорський трон. Імператор втік і через деякий час відрікся від престолу на користь свого сина; заколотники увійшли в Чан'ань Ван Вей був схоплений і поміщений в буддійський храм Путіси, де, підкоряючись конфуціанскій традиції, намагався вчинити самогубство, але невдало (за деякими даними, він був тяжко хворий). Заколот тривав кілька років, і велику частину цього часу Ван Вей провів в ув'язненні. Надалі, проте, він був змушений виконувати свої обов'язки чиновника. Після вигнання заколотників і повернення до столиці нового імператора Суц-зуна йому загрожувало суворе покарання, але завдяки експромту, складеному в храмі Путіси і спрямованого проти заколоту, а також заступництву свого брата Ван Цзіня, який в той час обіймав досить високу посаду, Ван Вей був лише тимчасово понижено на посаді, а потім і повністю прощено. Більш того, в 758 році він отримав призначення на посаду шаншу ючена — заступника міністра, але, судячи з усього, службова кар'єра вже не цікавила його. Думки про відхід на спокій, про життя на самоті серед «гір і вод», «полів і садів» з роками все сильніше й наполегливіше опановують поетом:
| З кожним днем все слабшай Любов і звичка до рідні. З кожним днем все сильніше прагнення до спокою в мені. Трохи ще — І в дорогу пуститися готовий. Невже чекати Приходу вечірніх років? («З віршів на випадок»). |

Незабаром Ван Вей йде у відставку і поселяється в заміському будинку в горах Чжуннань, де до самої смерті веде просте і строге життя чаньського відлюдника.
Тут він читає історії життя відомих ченців, які досягли Дао, цікавиться методом бігу (відмова від їжі). Ван Вей вирізав голуба на ручці своєї тростини, а під ліжком тримав черепаховий панцир. Після трудів він запалювати пахощі і медитував біля північного вікна. У горах він іноді читав священні буддійські тексти великому числу людей, що було для нього незвичним, бо він зазвичай медитував на самоті. Після двох десятків років вдосконалення, у нього виникли здібності до пророкувань і далекоглядності. Пояснення Ван Вей правильні і відповідають західним теоріям і дослідженням про перевтілення. Помер поет у 761 році.

## Творчість

### Поетична спадщина

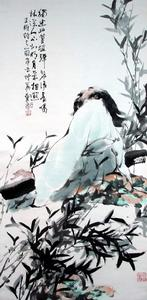
Поезія Ван Вея

Поетична спадщина Ван Вея становить близько чотирьохсот віршів, зібраних за наказом імператора Ван Цзінь, після смерті поета, Ван Цзінь стверджував, що це — лише мала частина написаного; все інше загинуло під час заколоту. Головна їх тема — поезія природи, осягнення не вираженого до кінця зв'язку людини і світу краси. По суті, цей мотив присутній в усьому, що написано поетом, чи йдеться про розставання з другом, чи про самотність і печалі жінки, чи про жартівливе зверненні до близьких друзів. Головна риса його стилю — скупий натяк на переживання. Найсильнішим засобом впливу на читача стає не стільки те, про що говорить вірш, скільки те, про що він мовчить. Недомовленість, відносно слабкий смисловий зв'язок між рядками створюють відчуття граничного внутрішнього напруження, що взагалі характерно для танської поезії, зовні майже не вираженого і від того ще більш вражаючого.
Вірші Ван Вей почав писати дуже рано, і до двадцяти років створив вже деякі свої відомі твори, у тому
числі «Персикове джерело», а також знаменитий чотиривірш «У дев'ятий день дев'ятого місяця згадую про братів, які залишилися на схід від гори»:
| Один, мучуся на чужині, Чужинець-старожил. В осіннє свято на пам'ять Приходить рідня. Ввижається, брати в горах Ламають кизил, Щоб у волосся гілки увіткнути. Але серед них немає мене. |

Ранні вірші Ван Вея: «Лоянська дівчина», «На свято хризантем», «В Шаньдуні згадую про брата» та інші, свідчать про його рідкісне дарування. Разом зі своїм другом і вчителем Мен Хао-жанем він явився засновником напряму «пейзажної лірики». Поет і художник, Ван Вей тонко зазначав у своїх віршах ледве вловимі барви і відтінки природи («Червоні боби», «Стежка серед акацій», «Берег в заростях кизилу»). Він вмів розповісти навіть про малозначимі події з такою ліричною схвильованістю, що приватний життєвий факт набував загальнолюдської значущості («Проводжаю Шень Цзи-фу в Цзяндун»). Соціальні мотиви виражені в мріях поета про ідеальну державу, де немає потреби і тягаря податків («Вірші про персикове джерело», «Написав експромт і показав Пей Ді»). Його поезія на історичні теми воскрешає події далекого минулого («Вдова князя Сі», «Бань Цзе-юй» тощо). Вірші Ван Вея, досконалі за формою, відрізнялися великою музикальністю; деякі з них («Червоні боби», «Осінній вітер, ясний місяць і гіркота кохання») вже при його житті стали популярними романсами. Написаний в полоні «Експромт», у якому звинувачує кліку Ань Лу-Шаня, сповнений глибокої тривоги за долю батьківщини. Ван Вей був і видатним художником.
Легко і природно Ван Вей використовує історичні мотиви, даоські і конфуціанські асоціації («Перевал, де рубають бамбук», «Джерело із золотими піщинками», «Ставок, затягнутий ряскою», цикл «Радості полів і садів»).

### Вивчення творчості
Наукове вивчення творчості Ван Вея має тривалу і багату історію. Тільки на Заході вона налічує не одне десятиліття. Однак, слід підкреслити, що далеко не все в образній системі Ван Вея ясно і однозначно. Так, порівняно недавно було з'ясовано, що деякі слова і словосполучення у Ван Вея крім основного мають особливе символічне значення (завжди один і той самий), легко вписуються в контекст чаньських уявлень. Наприклад, часто у Ван Вея зустрічається словосполучення «білі хмари», що стійко асоціюється з поняттям Дао; символічні значення встановлені для слів «тінь», «вода», «мох» та інших. Частина символічних значень в поезії Ван Вея залишається нез'ясованими.

## Художник

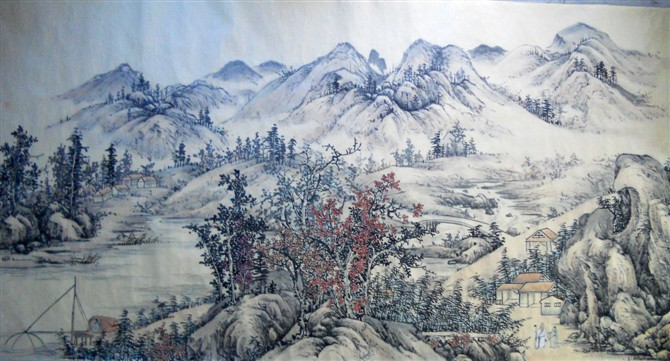
Ван Вей Пейзаж

Ван Вей вважається основоположником нового напряму в китайському живописі. Йому приписується трактат з теорії пейзажного живопису — «Таємниці пейзажу», у якому він обґрунтовує важливе значення пейзажному живопису в духовному житті людини.
Трактат Ван Вея «Таємниці живопису» в перекладі академіка В. М. Алексєєва починається так:
|  | Серед шляхів живописця туш проста вище за все. Вона розкриє таємницю природи, вона закінчить діяння творця. |

Пейзажі Ван Вея, художника, зазнали великого впливу розвиненого в цей час вчення буддистської секти Чань, який заперечував зовнішню, парадну сторону буддизму і проповідував споглядання природи як шлях до осягнення істини, м'який і повітряний, де все підпорядковане ліричному настрою. Ван Вей дивиться на світ очима споглядальника і поета, і цим пояснюється його нова живописна манера. Він відмовляється від багатобарвної палітри, пише тільки чорною тушшю з розмивами, домагаючись через тональну єдність враження цілісності світу. Він був майстром перспективи. Як живописець він першим знайшов зриму форму тим емоціям, які втілилися в його віршах.
Ван Вей настільки зближує образи живопису і поезії, що сучасники говорили:
|  | Його вірші подібні картинам, а його картини подібні віршам. |

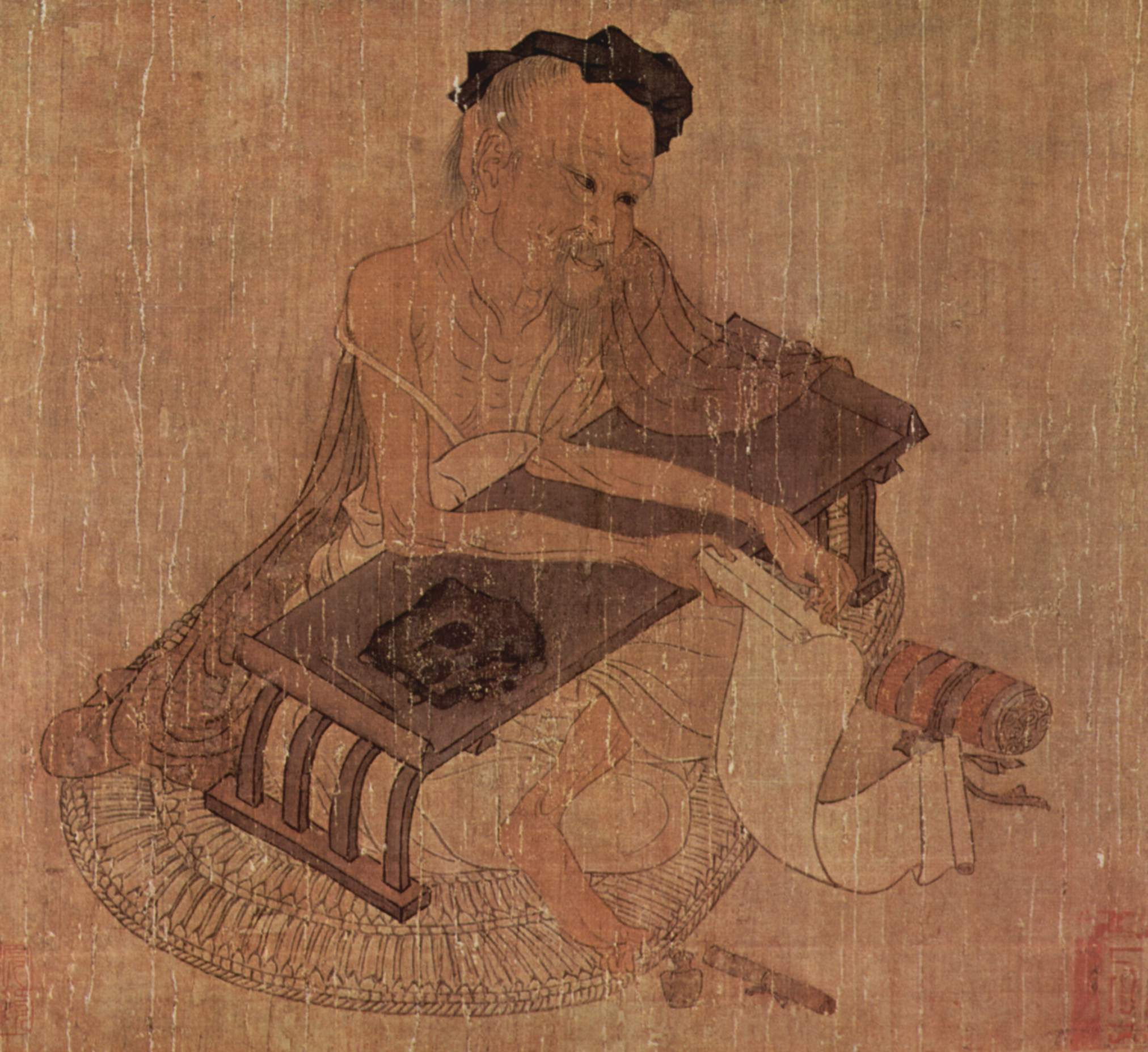
Ван Вей. Портрет ученого Фу Шена. VIII ст.

Монохромний стиль Ван Вея з його недомовленістю, підкресленою легкістю простору отримав назву «сеї» (дослівно — писання ідеї). Манера Ван Вея виявилася найближчою живописцям наступного періоду Сун, які, прагнучи головним чином до передачі єдності та гармонії природи, пішли ще далі у своїх пошуках.
Особливо у нього вдавалися пейзажі з соснами і скелями в техніці «мазок туші». Він перевершував інших також в портретному живописі і зображенні бамбука. Ван Вей вважається творцем південного стилю в китайському живописі і визнається найкращим живописцем серед всіх поетів і вчених стародавнього Китаю. Він намалював краєвид під назвою «Гора Ванчуань», де гора покрита багатою рослинністю, хмари, немов, пливуть, і біжить вода в річці.
| Ван Вей «Гори під снігом» | Ван Вей «Після снігопаду» | Ван Вей Пейзаж | Ван Вей Краєвид | Ван Вей. «Річка Янцзи в снігу». Фрагменти.jpg |

## Українські переклади
Українською твори Ван Вея перекладав Геннадій Турков.
- Ван Вей. Поезії. / Упоряд., передм., перекл. з давньокит. Г. Туркова.— К.: Дніпро, 1987.- 182 с. [Архівовано 25 вересня 2015 у Wayback Machine.]